# Anatomia di un delitto
Anatomia di un delitto è un film statunitense del 1954 diretto da Jerry Hopper.

## Trama
Il capo della squadra Omicidi Joe Conroy, licenziato per i comportamenti violenti, cerca di ottenere prove su un uomo sospettato di un triplice omicidio.